# Berczik Árpád (biológus)
Berczik Árpád (Budapest, 1929. május 7. –) magyar hidrobiológus, zoológus, ökológus, egyetemi tanár, a Magyar Tudományos Akadémia rendes tagja. Kutatási területe sekély vizű tavakban az üledék mezofaunája. Jelentősek a dunakutatásban, illetve a Fertő–Hanság hidrobiológiai feltárásában elért eredményei. 1978 és 1991 között az MTA Botanikai Kutatóintézet (1984-től MTA Ökológiai és Botanikai Kutatóintézet) igazgatója.

## Életpályája
1947-ben érettségizett, majd beiratkozott a Pázmány Péter Tudományegyetem (1950-től Eötvös Loránd Tudományegyetem) biológia–földrajz szakára. Itt szerzett 1951-ben középiskolai tanári diplomát. Ennek megszerzése után egy évig gimnáziumi tanár volt Székesfehérvárott. 1952-ben az ELTE mellett működő Dunakutató Akadémiai Kutatócsoporthoz került. Tudományos munkásságának jelentős részét e kutatócsoport működési területén belül végezte. 1974-ben megbízták a kutatócsoport vezetésével, illetve az állatrendszertani és ökológiai tanszéken egyetemi docensi kinevezést kapott. 1977-ben vette át egyetemi tanári kinevezését. Az egyetemen 1999-es nyugdíjba vonulásáig tanított. Egyetemi állása mellett 1978-ban az MTA Botanikai Kutatóintézetének igazgatója lett, tisztségét az intézet 1984-es Ökológiai és Botanikai Kutatóintézetté történt) átalakítása után is megtartotta. 1991-ig töltötte be igazgatói tisztségét, ekkor kutatóprofesszori megbízást kapott. Az akadémiai kutatócsoportot, illetve a Magyar Dunakutató Állomást 1999-ig vezette.
1956-ban védte meg a biológiai tudományok kandidátusi, 1975-ben akadémiai doktori értekezését. Az MTA Környezettudományi Bizottságának, a Hidrobiológiai Bizottságnak és a Természetvédelmi és Konzervációbiológiai Bizottságnak lett tagja. 1982-ben megválasztották a Magyar Tudományos Akadémia levelező, 1990-ben pedig rendes tagjává. Akadémiai tisztségei mellett 1970-ben a Magyar Hidrológiai Társaság főtitkárává választották, később a társaság alelnökeként dolgozott. Az UNESCO Fertő Bizottság magyar elnöki tisztével is megbízták. 1956-tól az Opuscula Zoologica című tudományos szakfolyóirat szerkesztője, emellett a Hidrológiai Közlöny szerkesztőbizottságának tagja.

## Munkássága
Fő kutatási területe sekély vizű tavakban az üledék mezofaunája, a dunakutatás és a vízterek.
Nevéhez fűződik több magyarországi nagy kiterjedésű, de sík vizű tó üledékének mezofaunájának vizsgálatsorozattal történő feltárása. Elsőként sikerült megállapítania a Velencei-tó víztereinek mozaikszerű eltéréseit. Az úgynevezett áramló vizekre vonatkozó kutatásai a Dunára, annak mellékágrendszerére, illetve más magyarországi kisvízfolyásokra terjedtek ki. Jelentős tevékenységet végzett a magyar Duna-szakasz hidrobiológiai állapot-feltárásában, valamint a Fertő-Hanság 1972-es hidrobiológiai feltárásának kutatásszervezői és kutatói munkájában. A bős–nagymarosi vízlépcsőrendszer kérdéskörénél hidrobiológus szakértőként vett részt.
Több mint százhúsz tudományos közlemény szerzője vagy társszerzője, valamit több mint harminc szakvélemény, illetve kutatási zárójelentés szerzője. Munkáit elsősorban magyar és angol nyelven adja közre.

## Díjai, elismerései
- Bogdánfy-emlékérem (1971)
- MTESZ-díj (1975)
- Schafarzik-emlékérem (1979)
- Vásárhelyi Pál-díj (1985)
- Állami Díj (1988) – A vízminőség-védelem módszertanának, eszköz és információs hátterének fejlesztésében kifejtett kiemelkedő munkásságáért. Megosztott díj Entz Bélával, Gorzó Györggyel, Gulyás Pállal, Katona Emillel és Pásztó Péterrel.
- A Magyar Érdemrend középkeresztje (2013)

## Főbb publikációi
- Hidrobiológia és szennyvízbiológia (Budapest, 1969, 1972)
- Törekvések a potamoökológia szemléletének fejlesztésére (1983)
- Structure and Function of Aquatic Communities, Energy and Nutrient Cycling in the Danube (1991)
- A hidrobiológia néhány lehetőségéről vizeink védelmében (1991)
- Szigetköz. Környezettudományi kutatások, környezeti állapot, ökológiai követelmények (társszerző, 1993)
- Hydrobiological Effects of a Lowland River Barrage System on the Danube (1998)
- Macroinvertebrate Communities in Reed Litter (társszerző, 2001)
- Influence of Water Level Fluctuation on Spatial Dynamic of the Water Chemistry at Lake Fertő/Neusiedler See (társszerző, 2004)
- Ecological Water Requirements of the Szigetköz Floodplain (Middle Danube) (társszerző, 2006)
- Living Danube. 39th IAD Conference. 21–24 August, 2012, Szentendre. Limnological reports 39. Proceedings; szerk. Berczik Árpád, Dinka Mária, Kiss Anita; International Association for Danube Research, Göd–Vácrátót, 2012